# Skovalleen (Nykøbing Falster)
Skovalleen  er en tosporet  indfaldsvej der går fra Nykøbing Falster N til Nykøbing Falster C.
Vejen er en del af europavej E55, der går mellem Helsingør og Gedser, og primærrute 9 mellem Odense og Nykøbing Falster. Den er med til at lede trafikken der skal ind mod og uden om Nykøbing Falster Omfartsvej, så byen ikke bliver belastet af for meget trafik. Vejen forbinder Gaabensevej i nord med Brovejen i syd, og har forbindelse til Gaabensevej, Nykøbing Falster Omfartsvej, Stubbekøbingvej og Vesterskovvej.